# انتخاب پادشاه
انتخاب پادشاه (نروژی: Kongens nei) فیلمی در ژانر جنگی، درام، اکشن، و زندگینامه‌ای به کارگردانی اریک پوپه است که در سال ۲۰۱۶ منتشر شد. از بازیگران آن می‌توان به یسپر کریستنسن، کارل مارکوویکس، کاتارینا شوتلر، و یولیانه کولر اشاره کرد.